# Хехер, Траудль
Вальтрауд «Траудль» Хехер-Гёргль (нем. Waltraud J. "Traudl" Hecher-Görgl; 28 сентября 1943, Швац, Тироль — 10 января 2023[…], Швац, Тироль) — австрийская горнолыжница, выступавшая в слаломе, гигантском слаломе и скоростном спуске. Представляла сборную Австрии по горнолыжному спорту в 1960—1967 годах, обладательница двух бронзовых медалей Олимпийских игр, призёрка этапов Кубка мира, десятикратная чемпионка австрийского национального первенства. Уже более 60 лет является самой юной обладательницей олимпийской награды в горнолыжном спорте за всю историю Игр, выиграла награду в 16 лет и 145 дней.

## Биография
Родилась 28 сентября 1943 года в городе Швац, земля Тироль. Активно заниматься горнолыжным спортом начала с раннего детства, проходила подготовку в местном одноимённом спортивном клубе «Швац».
Впервые заявила о себе на взрослом уровне в возрасте шестнадцати лет в 1960 году, когда стала чемпионкой Австрии в слаломе и комбинации. Попав в основной состав австрийской национальной сборной, показала хорошие результаты и на международных соревнованиях, в частности выиграла престижную гонку в Кацбюэле. Благодаря череде удачных выступлений удостоилась права защищать честь страны на зимних Олимпийских играх в Скво-Вэлли — в слаломе шла одиннадцатой после первой попытки, но во второй попытке была дисквалифицирована и не показала никакого результата, в гигантском слаломе заняла итоговое 25 место, тогда как в программе скоростного спуска завоевала бронзовую олимпийскую медаль, пропустив вперёд только немку Хайди Библь и американку Пенни Питу. Поскольку здесь также разыгрывалось мировое первенство, дополнительно стала бронзовой призёркой чемпионата мира.
В последующие годы Хехер зарекомендовала себя как одна из лучших горнолыжниц своей страны, неоднократно побеждала в зачёте национальных первенств, выигрывала престижные соревнования, проводившиеся под эгидой Международной федерации лыжного спорта. Побывала на чемпионате мира 1962 года в Шамони, где была двенадцатой в слаломе, девятой в гигантском слаломе, восьмой в скоростном спуске и шестой в комбинации.
Находясь в числе лидеров горнолыжной команды Австрии, благополучно прошла отбор на домашние Олимпийские игры в Инсбруке — в скоростном спуске вновь взяла бронзу, на сей раз уступив соотечественницам Кристль Хас и Эдит Циммерман. В первой попытке слалома так же показала третий результат, но во второй попытке финишировать не смогла. В программе гигантского слалома стала восьмой.
После инсбрукской Олимпиады Траудль Хехер осталась в основном составе австрийской национальной сборной и продолжила принимать участие в крупнейших международных соревнованиях. Так, в 1966 году она выступила на мировом первенстве в Портильо, где заняла 13 место в слаломе и 16 место в скоростном спуске.
С появлением в 1967 году Кубка мира по горнолыжному спорту Хехер сразу же стала активной его участницей, вошла на многих этапах в десятку сильнейших, выиграла бронзовые медали в слаломе и гигантском слаломе, расположившись в общем зачёте всех дисциплин на седьмой позиции. Кроме того, в этом сезоне довела общее число побед на чемпионатах Австрии до десяти. Тем не менее, летом того же года приняла решение завершить спортивную карьеру.
Впоследствии работала швеёй, проявила себя как модельер. Вышла замуж за Антона Гёргля и вместе с семьёй переехала на постоянное жительство в Штирию. Родила троих детей, в частности её сын Штефан (род. 1978) и дочь Элизабет (род. 1981) тоже стали достаточно известными горнолыжниками, состояли в национальной сборной и участвовали в Олимпийских играх. Элизабет стала двукратной чемпионкой мира и завоевала две бронзовые медали на Олимпийских играх.
В 1996 году Траудль была награждена золотым знаком почётного знака «За заслуги перед Австрийской Республикой».